# Paul B. Thompson (philosophe)
Paul B. Thompson est un éthicien et philosophe américain, enseignant actuellement à Université d'État du Michigan (MSU), où il est titulaire de la chaire WK Kellogg en agro-alimentaire et éthique communautaire. 
Notamment inspiré par le philosophe allemand Jürgen Habermas (contributeur à la philosophie morale et sociale, par sa théorie de la discussion en morale et en droit), Thompson défend l'importance cruciale de la concertation et de l'implication citoyenne de toutes les parties prenantes, plaidant pour une éthique intégrant les valeurs humaines, mais aussi des valeurs et des évaluations non exclusivement-anthropocentrées (faisant appel à l'Éthique environnementale pour mieux prendre en compte le Vivant non humain, de plus en plus affecté par la technologie, et désormais génétiquement  modifiable). 

## Biographie
Né en 1951 à Springfield, dans le Missouri, il obtient un BA à l'Université Emory puis un doctorat en philosophie à l'Université d'État de New York à Stony Brook.
Il enseigne ensuite à la Université A&M du Texas et à l'Université Purdue, puis rejoint la MSU, où il enseigne et anime des recherches sur les aspects éthiques et philosophiques des évolutions techno-industrielles de l'agriculture et de l'alimentation, notamment à propos du développement des biotechnologies et des techno-sciences agricoles sans réel débat public.

## Champ de travail
L'un des axes principaux de son travail est le forçage génétique. Mais au-delà de ce qui se passe  quand on envisage ou quand on effectue l'insertion forcée d'un gène pris à une espèce (ou biotechnologiquement construit) dans le génome d'une autre espèce (ce qui entraîne sa propagation automatique dans la descendance des individus), Paul B. Thompson étudie, à une échelle plus large, les implications éthiques et philosophiques des impacts croissant de la pénétration très rapide des biotechnologies dans le secteur agroalimentaire et l'Industrie alimentaire. 
Il recommande dans ce domaine une approche holistique de l'éthique ; « du champ à la fourchette ». 
Il a aussi plaidé pour l'implication et l'engagement éthique des développeurs de biocarburants et d'agrocarburants, tant dans le secteur public que dans le secteur privé, pour assurer leur soutenabilité dans un contexte de crise environnementale et de concurrence avec les cultures alimentaires et l'espace nécessaire à la biodiversité,.

## Contributions à la philosophie
Thompson est un ancien président de la Society for Philosophy and Technology et de l' Agriculture, Food and Human Values Society.

Thompson a été co-auteur avec le philosophe David Kaplan d'une encyclopédie (Encyclopedia of food and agricultural ethics) et il a aussi été invité à contribuer au rapport du National Research Council intitulé The Environmental Effects of Transgenic Plants.
Il n'est pas qu'un enseignant et un auteur ; il s'est aussi appliqué à co-construire et confronter ses analyses et propositions avec de nombreuses parties prenantes des mondes de l'agroindustrie, de l'industrie alimentaire et des administrations, en particulier en siégeant comme éthicien et philosophe invité dans plusieurs comités nationaux et internationaux sur les biotechnologies agricoles dont :
- le Groupe consultatif international du projet PEGASUS sur les biotechnologies animales,
- le Comité consultatif sur la biotechnologie du Conseil américain de l'agriculture et des ressources naturelles (au sein du Conseil national de la recherche basé à Washington DC),
- le Comité consultatif scientifique de la Mansholt Graduate School de l'Université et de l'Institut de recherche de Wageningen.

Il a aussi présidé le groupe de travail sur l'éthique et la biotechnologie agricole animale du Conseil des sciences et technologies agricoles de 2006 à 2010.
Paul B. Thompson est aussi membre du comité consultatif de rédaction du Public Philosophy Journal

## Contribution à l'éthique
Thompson s'est en particulier intéressé aux enjeux éthiques soulevées par les projets et les mises en œuvre des technologies de forçages génétiques. 
En 2018, il interroge les normes et les valeurs qui sous-tendent et modulent ces projets, qu'ils concernent le domaine agroalimentaire ou non (comme par exemples avec les projets de créer et lâcher dans la nature des moustiques génétiquement modifiés pour ne pas pouvoir véhiculer la dengue ou du paludisme). Comprendre ces valeurs sous-jacente est important, car elles peuvent être sources de biais, de problèmes et/ou d'opposition à certains projets. 
Paul B. Thompson propose aux parties prenantes un nouveau cadre éthique. Là, en complément des volets classiques de l'éthique fondamentale de la recherche (et de l'évaluation des risques), le forçage génétique doit aussi être interrogé dans les termes développés ci-dessous  : 

### Devoir fiduciaire
Thompson pense que face aux spécificités et à l'ampleur des technologies de modification du génome et de génie génétique telles qu'utilisées (hors du domaine de l'Économie de la santé), il est devenu nécessaire et urgent d'instituer des « responsabilités fiduciaires » pour les scientifiques en activité (Pour rappel, au sens de la common law, une obligation fiduciaire (fiduciary duty) d'une partie pour une autre partie est l'obligation pour la première de toujours agir dans les meilleurs intérêts de la seconde). 
Orienté vers le public et la société, ce devoir fiduciaire doit dans le domaine du forçage génétique servir l'intérêt général et le bien commun. 

Selon Thompson, cette responsabilité, tout comme la "question de savoir si les conditions de leur emploi ou de leur financement sont pertinentes pour leur obligation de servir le bien public général" n'ont pas ou trop peu jusqu'ici été discutées. 
La bioéthique a certes progressé mais peine à suivre l'évolution rapide biotechnologies, et si beaucoup de laboratoires ont un comité éthique et que diverses expérimentations sur l'Homme et l'animal doivent légalement être validées par un comité de bioéthique, le modèle dominant de la R&D fait encore porter une large part du poids de la responsabilité d'éventuels effets délétères des technologies émergentes sur la santé, la société, l'économie et/ou l'environnement sur les organismes de réglementation. On a en quelque sorte délégué à ces organismes, soumis aux pressions du monde économique et politique, la responsabilité de veiller aux intérêts équilibrés de toutes les parties, de la manière envisagée par les lois. Thomson fait remarquer que dans ce contexte, tant que les chercheurs utilisant les biotechnologies respectent la loi (que l'industrie des biotechnologies a souvent contribué à écrire), en raison d'un vide juridique, ceux qui décident de modifier un génome ou le font par erreur ou de non-anticipation d'un risque, sont fiduciairement à peu près' irresponsables' devant la loi. Or, grâce aux nouveaux outils de forçage génétique (y compris CRISPR-Cas9 et assimilées), ils ont désormais la possibilité de créer facilement et à peu de frais des chimères, en court-circuitant le Vivant et la sélection naturelle, d'une manière impossible jusque dans les années 1980, et au risque d'induire des changements inattendus et indésirables dans l'arbre du Vivant. 
Il est temps, selon Thompson, d'associer (comme cela est depuis longtemps le cas pour les ingénieurs ou les médecins) aux responsabilités éthiques des métiers du forçage génétique une composante fiduciaire. Le terme « responsabilité fiduciaire » indique ici, comme chez Stanley Kaplan« une situation dans laquelle le porteur de ladite responsabilité est légalement ou moralement obligé d'agir dans le meilleur intérêt d'une autre partie, souvent un client mais potentiellement le grand public ». 
Thomson déclare se placer dans la continuité des recommandations pour une conduite responsable du forçage génétique chez les organismes non humains : produites dans un rapport (230 page) des Académies nationales des sciences, d'ingénierie et de médecine, rédigé par son « Comité sur la recherche sur le forçage génétique des organismes non-humains ». Thomson s'appuie notamment sur le chapitre 7 de ce rapport où les auteurs considèrent que les équipes scientifiques travaillant sur les forçages génétiques doivent travailler de manière ouverte avec parties prenantes (y compris les communautés et le public) pour leur apporter des informations clés dans tout projet de forçage génétique, pour l'acceptabilité sociale du projet, si elle est possible, mais aussi pour une simple question de respect ; « la question n'est pas de savoir s'il faut impliquer les communautés, les parties prenantes et le public dans les décisions concernant les technologies de forçage génétique, mais comment le faire au mieux » conclut le NASEM (p. 141), cité par Thomson à ce propos.
La notion de devoir fiduciaire est ancienne, mais hormis dans quelques métiers (médecin, avocat par exemple) où ne pas le respecter est une faute professionnelle grave, elle n'est souvent qu'une valeur morale, peu évaluée, et non opposable au tiers. En 2017, elle a été (ré?)introduite dans les débats sur l'éthique des affaires et une tentative de moralisation de l'industrie financière, via une proposition consistant à légalement obliger aux États-Unis les conseillers financiers à systématiquement préciser leur clients si les produits financiers qu'ils leur proposent sont "conformes à l'intérêt supérieur du client" (Guerriero 2017, cité par Thompson). Thomson, note qu'auparavant, en 2009, le PNUE avait déjà publié un document mettant le principe fiduciaire en avant pour améliorer la gouvernance de l'investissement institutionnel, puis en 2015, les Nations unies, via les PRI (Principes pour l’investissement responsable) et dans un rapport intitulé L’obligation fiduciaire au 21e siècle affirmaient que ne pas considérer tous les facteurs générateurs de valeur d’investissement à long terme, notamment les critères environnementaux, sociaux et de gouvernance (ESG), équivaut à ne pas remplir son devoir fiduciaire. 

### Démocratiser la technologie
Dans le contexte où au début du XXIe siècle, les relations entre politique, science, vérité et démocratie se complexifie, cette démocratisation doit permettre, selon Thompson citant le philosophe des sciences Philip Kitcher (2001), « que les énormes capacités de la science et de la technologie soient exercées d'une manière correspondant à ce que les gens veulent réellement ».
Démocratiser la technologie signifie éviter les situations biaisées car fndées sur des rapports de force et un pouvoir asymétrique, où « l'exploitation de la naïveté ou de l'ignorance d'autrui, les déclarations malhonnêtes ou trompeuses et le refus de divulguer des éléments qui pourraient ne pas être favorables à leur cause » sont utilisés par les porteurs de projet. 
Thompson, s'appuyant sur Ball, Dagger et O'Neill (2014), invite les monde des biotechnologies et la société à prendre le temps de contribuer honnêtement et éthiquement à un débat public, par exemple organisé autour de conférences de citoyens et de conférences de consensus basées sur une conception « plus informée et moins partisane du dialogue ».  
Selon Thompson, « les organismes scientifiques se sont traditionnellement alignés sur cette dernière perspective, bien que l'on ne puisse pas en dire autant des entreprises et autres groupes privés ayant un intérêt spécifique à voir une technologie donnée progresser. Les développeurs de forçages génétiques devront décider s'ils sont des scientifiques dans ce sens, ou des défenseurs partisans » (Cf. Pielke 2007). Le débat ne doit pas avoir de point aveugle, il doit par exemple envisager des questions telles que : à la suite d'un forçage génétique, qui perd et qui gagne quoi ?, quand ? où ? comment ? avec quel système d'évaluation ? avec quelles conséquences socio-économiques et environnementales ? ces conséquences sont-elles immédiates et/ou différées ?, irréversibles ou non ? Sont-elles certaines ou plausibles ? Quid des espèces non-humaines et des écosystèmes ?, quel sera « la répartition des avantages et des fardeaux entre les classes sociales ou les identités raciales, de genre et ethniques" ? »(Sandel 2010) Sandel M.J (2010) Justice: What’s the Right Thing to Do? New York: Farrar, Straus and Giroux. ;  le sujet sera si vaste que beaucoup associeront l'intégralité de l'éthique à la justice distributive estime Thompson  ; 

### Relier l'épistémologieet les relations de pouvoir social
Thompson cite plusieurs études ayant montré que l'« idéal d'une science sans valeurs », et le concept d'objectivité tels qu'ils ont longtemps structuré la recherche dans le domaine de la biophysique ont parfois justifié des pratiques sociales éthiquement indéfendables. Il cite notammenT Naomi Scheman (2011) qui a montré que les visions traditionnelles de l'objectivité scientifique « reposaient implicitement sur le jugement de la communauté scientifique » avec une valeur sous-jacente qui visait en fait à « entretenir et de préserver des relations de confiance entre les membres de cette communauté ».
Dans le cas des recherches visant des forçages génétiques (ou leur évaluation), les justifications avancées par les porteurs de projets seront en outre également  façonnée par les politiques publiques (via les appels à projet par exemple, ou via les critères d'éligibilité aux subventions...), politiques qui ont elles-mêmes été influencées par des lobbies (industriels, politiques, universitaires). Dans ces cas, « la pertinence d'une articulation directe et d'une discussion sur les valeurs motrices semble, selon Thompson, évidente » ;

### Instituer un cadre procédural
Un tel cadre, basé sur des protocoles éthiques concrets, doit être construits pour répondre à un niveau de précision adéquat. En 2018, Thompson s'interroge encore sur les choix de types de procédures : le regard éthique peut-il, doit-il et veut-il être permanent ? ou uniquement mis en œuvre à des moments supposés pertinents des projets biotechnologiques ? autrement dit : faut-il des éthiciens associés tout au long du projet, ou uniquement à des moments clés ? (ex : préparation des objectifs, stratégies, décisions, budgets, évaluation...) ? avec quel engagement du public ? en considérant, et comment, la manière dont la recherche sur les normes et les valeurs est organisée, financée et intégrée dans les aspects des projets de forçage génétique ?). 
L'expertise doit elle être construite au sein même de l'équipe, ou être externe et invitée ? Elle doit en tous cas selon Thompson inclure des membres du public non spécialisé n'estimant pas avoir d'expertise éthique. Comment maintenir toute l'équipe (y compris aux postes de direction) évaluée et impliquée dans la démarche éthique ? se demande-t-il. Comme le philosophe Bernard E. Rollin (2006), il estime que « l'éthique ne peut être sous-traitée ni être abordée comme " une case à cocher satisfaite lorsque certaines publications supplémentaires sont apparues dans des revues que personne dans les sciences biologiques ne lira jamais" ».
Ce cadre pourrait également profiter aux secteurs émergent des nanotechnologies et de la biologie synthétique, également confrontés à des questions éthiques et d'acceptabilité socio-environnementales liées à des possibilités nouvelles de modification du Vivant, éventuellement irréversibles.
Thompson suggère d'appuyer ces modes d'évaluation, plus éthiques, sur des méthodes émergentes comme : 
- la gouvernance anticipative, telle que décrite[21] par David H Guston[22] en 2014
- l' « évaluation constructive des technologies », proposées pr Rip et te Kulve en 2008 [23] ;
- l'innovation responsable [24]Stilgoe, J., R. Owen, and P. Macnaghten. 2013. “Developing a Framework for Responsible Innovation.” Research Policy 42 (9): 1568–1580.

Dans une économie de marché, libérale, les acteurs économiques (entreprises notamment) sont supposés être disciplinées par le marché lui-même. Dans ce schéma, les entreprises ne sont pas supposées vouloir produire de produits nocifs ou défectueux, mais le modèle de l'Industrie du tabac et ses scandales, notamment  basé sur la fabrication du doute a montré que ce n'est pas toujours le cas, et il a été copié ou amélioré par d'autres Thomson .

## Œuvre écrite
- (en) PB Thompson, The Agrarian Vision: Sustainability and Environmental Ethics [« La vision agraire : durabilité et éthique environnementale »], Lexington, KY, Presse universitaire du Kentucky, 2010.
- (en) PB Thompson, The Ethics of Intensification: Agricultural Development and Cultural Change [« L'éthique de l'intensification : développement agricole et changement culturel »], Dordrecht, Pays-Bas, Springer, 2008.
- (en) K. David et PB Thompson, What Can Nanotechnology Learn from Biotechnology? Social and Ethical Lessons for Nanoscience from the Debate over Agrifood Biotechnology and GMOs [« Qu'est-ce que la nanotechnologie peut apprendre de la biotechnologie ? Leçons sociales et éthiques pour les nanosciences du débat sur la biotechnologie agroalimentaire et les OGM. »], Burlington, MA, Presse universitaire, 2008.
- (en) JB Callicott, R. Frodeman, V. Davion, B. Norton, C. Palmer et PB Thompson, Encyclopedia of Environmental Ethics and Philosophy [« Encyclopédie d'éthique et de philosophie environnementales »], Farmington Hills, MI, Gale-Cengage Learning, 2008.
- (en) PB Thompson et TC Hilde, The Agrarian Roots of Pragmatism [« Les racines agraires du pragmatisme »], Nashville, Tennessee, Presse universitaire Vanderbilt, 2000.
- (en) PB Thompson, Agricultural Ethics: Research, Teaching and Public Policy [« Éthique agricole : recherche, enseignement et politiques publiques »], Ames, IA, Iowa State University Press, 1998.
- (en) PB Thompson, Food Biotechnology in Ethical Perspective, Londres, Chapman et Hall (Blackie Academic and Professional), 1997.
- (en) PB Thompson, The Spirit of the Soil: Agriculture and Environmental Ethics, New York et Londres, Routledge Publishing Co., 1995.
- (en) PB Thompson, R. Matthews, EO van Ravenswaay, Ethics, Public Policy, and Agriculture [« Éthique, politique publique et agriculture »], New York, Macmillan, 1994.
- (en) PB Thompson, The Ethics of Aid and Trade: US Food Policy, Foreign Competition and the Social Contract, New York, Cambridge University Press, 1992.
- (en) W. Browne, J. Skees, L. Swanson, PB Thompson et L. Unnevehr, Sacred Cows and Hot Potatoes: Agrarian Myths and Policy Realities, Boulder, CO, Westview Press, 1992.
- (en) PB Thompson et BA Stout, Beyond the Large Farm: Ethics and Research Goals for Agriculture [« Au-delà de la grande ferme : éthique et objectifs de recherche pour l'agriculture »], Boulder, CO, Westview Press, 1991.
- (en) Thompson, P. B. et Nardone, A., Sustainable livestock production: methodological and ethical challenges, Livestock production science, 1999, chap. 61, p. 111-119.
- Kenmore, P. E., Stannard, C. et Thompson, P. B., Ethique et intensification agricole durable, Food & Agriculture Org, 2004, chap. 3.